# 楽園ゴルフ
楽園ゴルフ（らくえんゴルフ）は枻出版社が発行している日本のフリーペーパー。主に20代から40代のゴルフに興味がある女性をターゲットとしている。

## 概要
ファッションやスタイルも意識したゴルフ用品やギアやレッスン、女子ゴルフ旅などの情報が載っている。
3，9月の15日に発行の年2回刊。サイズはA4変型判。ページ数は52～80ページ。部数は1万部。2007年創刊。
主にゴルフ場やゴルフ練習場、ゴルフショップ、百貨店、ヘアサロン、書店、スポーツクラブ、主要なターミナル、大手企業などで配布されている。

## 読者層
居住地では58％が関東地方で半数を超えている。
職業では66％が会社員で15％が自営業、主婦12％、派遣2％、その他5％となっている。
年齢層は20代が8％、30代が53％、40代が30％、50代が9％。